# Puls 4
Puls 4 är en markbunden tv-kanal i Österrike. Som namnet antyder är det den fjärde österrikiska fullservice-tv-kanalen, bakom ORF eins, ORF 2 och ATV.

## Historia
Puls 4 började som en lokal TV-station i Wien som heter "Puls TV". 2007 tog ProSiebenSat.1 Media över stationen direkt. Den 28 januari 2008, med tillägget av en nattlig nyhetssändning, återlanserades stationen som "Puls 4", Österrikes fjärde allmänna marknät.

## Logotyper

Logotyp för Puls TV
Logotyp till december 2015
Logotypen för Puls 4 HD fram till december 2015
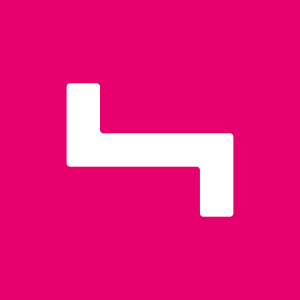
Logotyp från december 2015 till 4 september 2016
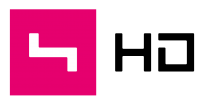
Logotyp för Puls 4 HD från december 2015 till 4 september 2016
Logotyp sedan 5 september 2016
Logotypen för Puls 4 HD sedan 5 september 2016
Hörnlogotyp sedan 5 september 2016
Hörnlogotyp för Puls 4 HD sedan 5 september 2016
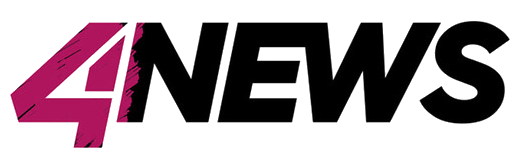
Logotyp för dotterkanalen 4Nyheter från hösten 2016